# Liste d'alignements mégalithiques
Cette Liste d'alignements mégalithiques recense les alignements mégalithiques dans le monde, en dehors de la France.

## Afrique

### Éthiopie
- Région des nations, nationalités et peuples du Sud :
  - Tiya

### Mali
- Région de Tombouctou :
  - Tondidarou

## Europe

### Royaume-Uni
- Écosse :
  - Calanais, dans les Hébrides extérieures

### Suisse
- Canton de Vaud :
  - Alignement de Clendy, à Yverdon-les-Bains
  - Alignement de Lutry, à Lutry

- Canton des Grisons :
  - Parc la Mutta, à Falera

### Tchéquie
- Bohème :
  - Alignements de Kounov, à Kounov